# گاه‌شمار استقلال‌های ملی
این فهرست شامل دولت‌های مستقل (فهرست کامل) و کشورهای به رسمیت‌شناخته شدهٔ با محدودیت است که استقلال خود را از یک کشور پیشین یا قدرت اشغال‌گر اعلام کرده‌اند. برخی از کشورها هیچگاه استقلال خود را اعلام نکرده‌اند و بنابراین در این فهرست درج نشده‌اند. این فهرست شامل ورودی‌های تکراری برای کشورهایی که در چند مرحله استقلال خود را اعلام کرده‌اند نمی‌شود، البته به استثنای کشورهایی که به مدت طولانی مورد اشغال نظامی قرار گرفته‌اند. تقسیمات کشوری در این فهرست درج نشده‌است، مگر اینکه قبل از الحاق به یک کشور بزرگتر، کشور مستقلی بوده‌باشند (به عنوان مثال، زنگبار که به تانگانیکا پیوست و تانزانیا را تشکیل داد). همچنین برخی از تاریخ‌های استقلال ممکن است مورد اختلاف باشند.

## پیش از قرن ۱۹
| سال  | کشور قبلی              | کشور استقلال‌یافته   | رویداد |
| ---- | ---------------------- | ------------------- | --- |
| ۱۴۸۰ | ترکان کبیر             | دوک‌نشین بزرگ مسکو   | |
| ۱۵۸۱ | اسپانیا                | جمهوری هلند         | پلاکات ورلاته امضا شد و استقلال هلند را از اسپانیای هابسبورگ اعلام کرد. این رویداد در جریان جنگ هشتادساله رخ داد. اسپانیا استقلال هلند را در پیمان وستفالی در سال ۱۶۴۸ به رسمیت شناخت.                            |
| ۱۶۴۰ | اتحادیه ایبری          | پرتغال              | انقلاب پرتغال در سال ۱۶۴۰ با پیمان لیسبون در سال ۱۶۶۸ پایانی رسمی به اتحادیه ایبری داد. دودمان براگانسا خود را به عنوان سلسله جدید حاکم پرتغال تثبیت کرد.                                                         |
| ۱۷۸۳ | پادشاهی بریتانیای کبیر | ایالات متحده آمریکا | در سال ۱۷۷۶، مستعمرات سیزده‌گانه آمریکای بریتانیا، اعلامیه استقلال ایالات متحده آمریکا را یک سال پس از جنگ انقلاب آمریکا اعلان کردند و سرانجام در سال ۱۷۸۳ توسط بریتانیای کبیر در معاهده پاریس به رسمیت شناخته شد. |

## بین قرن ۱۹ تا جنگ جهانی اول
| سال  | کشور قبلی        | کشور استقلال‌یافته                                                                                   | رویداد |
| ---- | ---------------- | --------------------------------------------------------------------------------------------------- | --- |
| ۱۸۰۴ | فرانسه           | هائیتی                                                                                              | در ابتدا پس از انقلاب هائیتی تنها برای بازگرداندن کنترل فرانسه، سنت دومنگ استقلال خود را به عنوان هائیتی اعلام کرد. در سال ۱۸۲۵ توسط فرانسه در ازای غرامت ۱۵۰ میلیونی فرانک فرانسه به رسمیت شناخته شد که از طریق بانک‌های فرانسوی تأمین مالی شد. همچنین در سال ۱۸۶۲، هائیتی بین سال‌های ۱۹۱۵ و ۱۹۳۴ و تا پیش از اشغال هائیتی توسط آمریکا برای مبادله اقتصادی میلیونی دلار آمریکا برای سیاست‌های نیویورک کامیونیتی بنک توسط این کشور به رسمیت شناخته شد. |
| ۱۸۱۱ | اسپانیا          | پاراگوئه                                                                                            | نایب‌الملک‌نشین ریو د لا پلاتا استقلال یافت و در سال ۱۸۸۰ توسط اسپانیا به رسمیت شناخته شد. |
| ۱۸۱۱ | اسپانیا          | ونزوئلا                                                                                             | ونزوئلا استقلال خود را اعلام کرد. در طول جنگ استقلال ونزوئلا به کلمبیای بزرگ پیوست تا اینکه برای استقلال در سال ۱۸۳۰ جدا شود. |
| ۱۸۱۱ | اسپانیا          | کلمبیای بزرگ (شامل کلمبیا و پانامای امروزی)                                                         | کارتاخنا، کلمبیا استقلال خود را اعلام کرد، کمی بعد توسط اسپانیا بازپس گرفته شد، اما توسط سیمون بولیوار نجات یافت و در سال ۱۸۲۱ به عنوان کلمبیا متحد شد. پاناما در سال ۱۹۰۳ جدا شد. |
| ۱۸۱۵ | اسپانیا          | اروگوئه                                                                                             | در سال ۱۸۱۱، لیگ فدرال استقلال خود را از فرناندوی هفتم، پس از شورش موفق علیه اسپانیا در زمان ژوزف بناپارت اعلام کرد. توسط پادشاهی متحد پرتغال، برزیل و الگاروه مورد حمله قرار گرفت، برخی استان‌ها با آرژانتین (که در آن زمان هنوز مستقل نشده بود) متحد شدند. سایر مناطق پس از یک مبارزه طولانی، با موفقیت در سال ۱۸۲۸ اروگوئه را تشکیل دادند و در سال ۱۸۷۰ توسط اسپانیا به رسمیت شناخته شد.                                                           |
| ۱۸۱۶ | اسپانیا          | آرژانتین                                                                                            | در سال ۱۸۱۰ و پس از انقلاب مه، استان‌های متحد ریو د لا پلاتا، استقلال آرژانتین از پادشاهی اسپانیا را رسماً اعلان کرد. در سال ۱۸۲۶ تبدیل به آرژانتین شدو در سال ۱۸۵۹ توسط اسپانیا به رسمیت شناخته شد. |
| ۱۸۱۸ | اسپانیا          | شیلی                                                                                                | در سال ۱۸۱۰ و پس از قیام ناموفق علیه اسپانیای ناپلئونی، استقلال خود را اعلام کرد. در سال ۱۸۴۴ توسط اسپانیایی‌ها به رسمیت شناخته شد. |
| ۱۸۲۱ | اسپانیا          | مکزیک                                                                                               | به دنبال جنگ استقلال مکزیک در اسپانیای نو، این مستعمره پس از شورش لیبرال در اسپانیا، استقلال خود را به عنوان امپراتوری اول مکزیک اعلام کرد. در سال ۱۸۳۶ توسط اسپانیا به رسمیت شناخته شد. تگزاس در سال ۱۸۳۶ استقلال یافت و در سال ۱۸۴۵ به ایالات متحده ضمیمه شد. کالیفرنیای بالایی و نیومکزیکو در سال ۱۸۴۸ به ایالات متحده ملحق شدند. |
| ۱۸۲۱ | اسپانیا          | جمهوری فدرال آمریکای مرکزی (نیکاراگوئه، هندوراس، کاستاریکا، گواتمالا، السالوادور و چیاپاس از مکزیک) | چیاپاس و پس از آن گواتمالا استقلال خود را به عنوان بخشی از امپراتوری مکزیک اعلام کردند. در سال ۱۸۲۳ از مکزیک به عنوان جمهوری فدرال آمریکای مرکزی استقلال یافتند. در سال ۱۸۳۸ به نیکاراگوئه، هندوراس، کاستاریکا و گواتمالا تقسیم شدند. باقی‌مانده در سال ۱۸۴۱ به السالوادور تغییر نام داد. |
| ۱۸۲۱ | اسپانیا          | جمهوری دومینیکن                                                                                     | سانتو دومینگو به عنوان هائیتی اسپانیا اعلام استقلال کرد، با کلمبیای بزرگ درخواست اتحاد کرد و به سرعت به هائیتی ضمیمه می‌شود. |
| ۱۸۲۱ | اسپانیا          | پرو                                                                                                 | خوزه د سن مارتین استقلال پرو را اعلام کرد. در سال ۱۸۲۵ بولیوی از پروی بالایی تشکیل شد. در سال ۱۸۷۹ توسط اسپانیا به رسمیت شناخته شد. |
| ۱۸۲۱ | امپراتوری عثمانی | یونان                                                                                               | در سال ۱۸۳۲ در معاهده قسطنطنیه، پادشاهی یونان توسط پورته در جنگ استقلال یونان به رسمیت شناخته شد. |

## بین دو جنگ جهانی
| سال  | کشور قبلی | کشور استقلال‌یافته | رویداد |
| ---- | --- | --- | --- |
| ۱۹۱۷ | روسیه | فنلاند | فنلاند استقلال خود را اعلام کرد و در پیمان برست-لیتوفسک در سال ۱۹۱۸ به رسمیت شناخته شد، اگرچه کارلیا همچنان مورد مناقشه است. |
| ۱۹۱۷ | روسیه | جمهوری خلق کریمه (واقع در شبه‌جزیره کریمه) | جمهوری خلق کریمه استقلال خود را اعلام کرد. نیروهای تاتارهای کریمه کمتر از یک ماه در مقابل بلشویک‌های روسی-شوروی مقاومت کردند. |
| ۱۹۱۷ | روسیه | دولت اورال-ولگا (واقع در تاتارستان از روسیه‌ی امروزی) | تاتارهای ولگا اعلام استقلال از دولت اورال-ولگا کردند و اقوام دیگر از جمله آلمانی‌های ولگا و باشقیر به آنها پیوستند. چند ماه بعد جمهوری توسط بلشویک‌های روسی-شوروی از بین رفت. |
| ۱۹۱۷ | روسیه | جمهوری خودمختار آلاش (دولت جانشین قزاقستان) | مردم قزاق استقلال جمهوری خودمختار آلاش را به عنوان یک دولت جانشین از قزاقستان اعلام کردند. که برای کمتر از سه سال به طول انجامید تا اینکه توسط بلشویک‌های روسی-شوروی شکست خورد. |
| ۱۹۱۸ | - ۱. اتریش-مجارستان - ۲. امپراتوری آلمان (جمهوری وایمار) - ۳. امپراتوری روسیه (جمهوری فدراتیو سوسیالیستی روسیه شوروی) - ۴. جمهوری شوروی سوسیالیستی اوکراین | جمهوری دوم لهستان (دولت جانشین لهستان) | در ۱۹۱۸–۱۹۱۹، اندکی پس از پایان جنگ جهانی اول، جمهوری دوم لهستان در پادشاهی گالیسیا و لودومریا سابق تاسیس شد. در سال ۱۹۱۹، جمهوری وایمار، لهستان را به حکم پیمان ورسای به رسمیت شناخت. سرزمین‌های امپراتوری آلمان، امپراتوری روسیه (دولت جانشین جمهوری فدراتیو سوسیالیستی روسیه شوروی) و جمهوری شوروی سوسیالیستی اوکراین نیز توسط لهستان جذب شدند. |
| ۱۹۱۸ | امپراتوری روسیه | جمهوری دموکراتیک مولداوی (امروز بیشتر مولداوی و تا حدی اوکراین) | استان بسرابیا در سال ۱۹۱۷ خود را خودمختار و سپس در سال ۱۹۱۸ مستقل اعلام کرد. سپس با پادشاهی رومانی متحد شد. |
| ۱۹۱۸ | امپراتوری روسیه | جمهوری فدرال دموکراتیک قفقاز جنوبی، نخستین جمهوری ارمنستان، جمهوری خلق آذربایجان، جمهوری دموکراتیک گرجستان (به ترتیب دولت جانشین ارمنستان، جمهوری آذربایجان و گرجستان) | جمهوری فدرال دموکراتیک قفقاز جنوبی، فدراسیونی از دولت جانشین جمهوری آذربایجان، گرجستان و ارمنستان، از امپراتوری روسیه (که در انقلاب روسیه در ۱۹۱۷ فرو پاشید) در ۲۲ آوریل ۱۹۱۸ اعلام استقلال کردند. با این حال، فدراسیون تقریباً پس از یک ماه فرو پاشید و به جمهوری خلق آذربایجان (۲۶ مه)، جمهوری دموکراتیک گرجستان (۲۸ مه) و نخستین جمهوری ارمنستان (۲۸ می) تقسیم شد. هر سه ایالت توسط ارتش سرخ اتحاد جماهیر شوروی در ۱۹۲۰–۱۹۲۱ فتح شدند. |
| ۱۹۱۸ | امپراتوری روسیه | استونی، لتونی، لیتوانی | استونی، لتونی و لیتوانی در سال ۱۹۱۸ اعلام استقلال کردند (اعلامیه استقلال استونی و قانون استقلال لیتوانی). هر سه ایالت ابتدا استقلال خود را تا سال ۱۹۲۰ تضمین کردند و برای مدت زمان قابل توجهی به عنوان کشورهای مستقل باقی ماندند. با این حال، در سال ۱۹۴۰، هر سه توسط آتحاد جماهیر شوروی مورد تهاجم قرار گرفتند و ضمیمه شوروی شدند. این سه کشور از سال ۱۹۴۰ تا ۱۹۹۱/۱۹۹۲ عملاً بخش‌هایی از اتحاد جماهیر شوروی باقی ماندند، اما بلوک غرب عموماً آنها را به عنوان «دوژور» مستقل به رسمیت می‌شناخت. استقلال سه کشور بالتیک در سال ۱۹۹۱/۱۹۹۲ با فروپاشی اتحاد جماهیر شوروی احیا شد. |
| ۱۹۱۸ | امپراتوری روسیه | جمهوری خلق اوکراین (دولت جانشین اوکراین) | جمهوری خلق اوکراین در ژانویه ۱۹۱۸ اعلام استقلال کرد و توسط چندین ایالت به رسمیت شناخته شد، از جمله توسط روسیه بلشویکی در پیمان برست-لیتوفسک (مارس ۱۹۱۸). پس از کنفرانس صلح پاریس به رسمیت شناخته شدن بین‌المللی خود را از دست داد و قلمروی خود را به جمهوری شوروی سوسیالیستی اوکراین که خود توسط روسیه ایجاد شده بود، که خود با تشکیل اتحاد جماهیر شوروی از دست داد. |
| ۱۹۱۸ | اتریش-مجارستان | چکسلواکی (جمهوری چک و اسلواکی امروزی) | بوهم، موراویا و بخش‌هایی از سیلسیا، گالیسیا و مجارستان استقلال خود را به عنوان چکسلواکی اعلام کردمد. در پیمان تریانون در سال ۱۹۲۰ به رسمیت شناخته شد. اسلواکی از ۱۹۳۹ تا ۱۹۴۵ مستقل شد. روتنی کارپات در سال ۱۹۳۹ در نهایت به اوکراین ضمیمه شد. در سال ۱۹۹۳ به جدایی اسلواکی ختم شد. |
| ۱۹۱۸ | اتریش-مجارستان | دولت اسلوونی‌ها، کروات‌ها و صرب‌ها (کرواسی، صربستان، اسلوونی و بوسنی و هرزگوین امروزی)                                                                                    | کرواسی-اسلاونیا و دالماسی استقلال خود را به عنوان دولت اسلوونی، کروات و صرب اعلام کردند و به سرعت با صربستان به عنوان پادشاهی صربستان به عنوان پادشاهی صرب‌ها، کروات‌ها و اسلوونیایی‌ها که بعداً به یوگسلاوی تبدیل شد، متحد شدند. |
| ۱۹۱۸ | اتریش-مجارستان | اوکراین | جمهوری خلق اوکراین غربی در ۱ نوامبر ۱۹۱۸ استقلال خود را اعلام کرد و به‌طور نمادین در ۲۲ ژانویه ۱۹۱۹ با جمهوری خلق اوکراین متحد شد. در سال ۱۹۲۰ در معاهده ورشو با لهستان متحد شد، اما پس از صلح ریگا در سال ۱۹۲۱ جذب شد. |
| ۱۹۱۸ | دانمارک | ایسلند | پس از امضای قانون اتحادیه دانمارک و ایسلند، ایسلند در اتحاد شخصی با دانمارک به یک کشور مستقل تبدیل شد. |